# آران‌ای کوتاه سنجاق‌سری

تحویل آران‌ای کوچک سنجاق‌سری توسط لنتی‌ویروس و چگونگی مکانیسم تداخل آران‌ای در یاخته‌های پستانداران

آران‌ای کوتاه سنجاق‌سری یا آران‌ای کوچک سنجاق‌سری یا Short/Small Hairpin RNA، یک مولکول RNA مصنوعی و آزمایشگاهی با یک پیچ سنجاق‌سری تنگ است که می‌تواند جهت خاموش کردن یا سرکوب بیان ژن هدف از طریق فرایند تداخل آران‌ای (RNAi) استفاده شود. بیان shRNA در سلول‌ها معمولاً از طریق تحویل پلاسمیدها یا از راه ناقل‌های ویروسی یا باکتریایی انجام می‌شود. shRNA یک میانجی سودمند برای تداخل آران‌ای است زیرا سرعت تخریب و ناپایداری کمتری دارد. با اینحال، این مولکول نیازمند استفاده از سیستم حامل ویروسی ویا باکتریایی است که خود پتانسیل عوارض جانبی و مشکلات بهداشتی را داراست.
برای دستیابی و تولید shRNA انتخاب پروموتر مناسب جهت بیان بالای آن ضروری است. در ابتدا، پروموترهای پلیمراز III یعنی U6 و H1 استفاده می‌شدند؛ با اینحال، این پروموترها فاقد کنترل زمانی و مکانی هستند. همین‌طور، می‌توان از پروموترهای القایی پلیمراز II نیز بهره برد.

## تحویل
همان‌طور که گفته شد، بیان shRNA در سلول‌ها می‌تواند از طریق تحویل پلاسمیدها یا از راه ناقلین ویروسی یا باکتریایی انجام گیرد.
انتقال پلاسمید به سلول‌ها از طریق فرایند ترافرست یا transfection برای بیان shRNA می‌تواند به‌وسیلهٔ ناقلین و معرف‌هایی در شرایط آزمایشگاهی صورت گیرد. با اینحال، این روش مناسب شرایط درون بدن نیست و از این جهت محدودیت کاربردی دارد.
استفاده از ناقل باکتریایی برای بیان shRNA در سلول‌ها یافته جدیدی است که بهره‌برداری شده است. مطالعات نشان داده است که اشرشیا کلی‌های نوترکیب حاوی پلاسمید با shRNA که به صورت خوراکی به موش‌ها وارد شد توانست بیان ژن هدف را در سلول‌های اپی‌تلیال روده سرکوب کند. این روش در سال ۲۰۱۲ در کلینیک‌های پزشکی جهت درمان پولیپوز آدنوماتوز خانوادگی استفاده می‌شد.
انواعی از ناقلین ویروسی می‌توانند برای بیان shRNA در سلول‌ها استفاده شوند از جمله: ویروس‌های همراه آدنو (AAVs)، آدنوویروس‌ها و لنتی‌ویروس‌ها. با ویروس‌های همراه آدنو و آدنوویروس‌ها، ژنوم همچنان اپیزومی باقی می‌ماند که از جهت جلوگیری از جهش‌های دخول، سودمند است ولی چون ناقل ویروسی در نسل‌های بعدی سلول میزبان طی تقسیم سلولی از بین می‌رود، این روش کمی معیوب است (مگر اینکه سلول رشد بسیار آهسته ای داشته باشد). AAVها به واسطه اینکه ژنوم ویروسی‌شان حذف شده است و قابلیت تکثیر و بسته‌بندی کپسید دوباره را ندارند، از آدنوویروس‌ها متفاوت هستند. لنتی‌ویروس‌ها در بخش‌هایی از کروماتین فعال به لحاظ رونویسی ادغام شده و درنتیجه به نسل‌های بعدی سلولی منتقل می‌شوند. این روش خطر جهش‌های دخول را بالا می‌برد؛ با اینحال، خطر آن با استفاده از لنتی‌ویروس فاقد اینتگراز کاهش می‌یابد.

## مکانیزم عمل

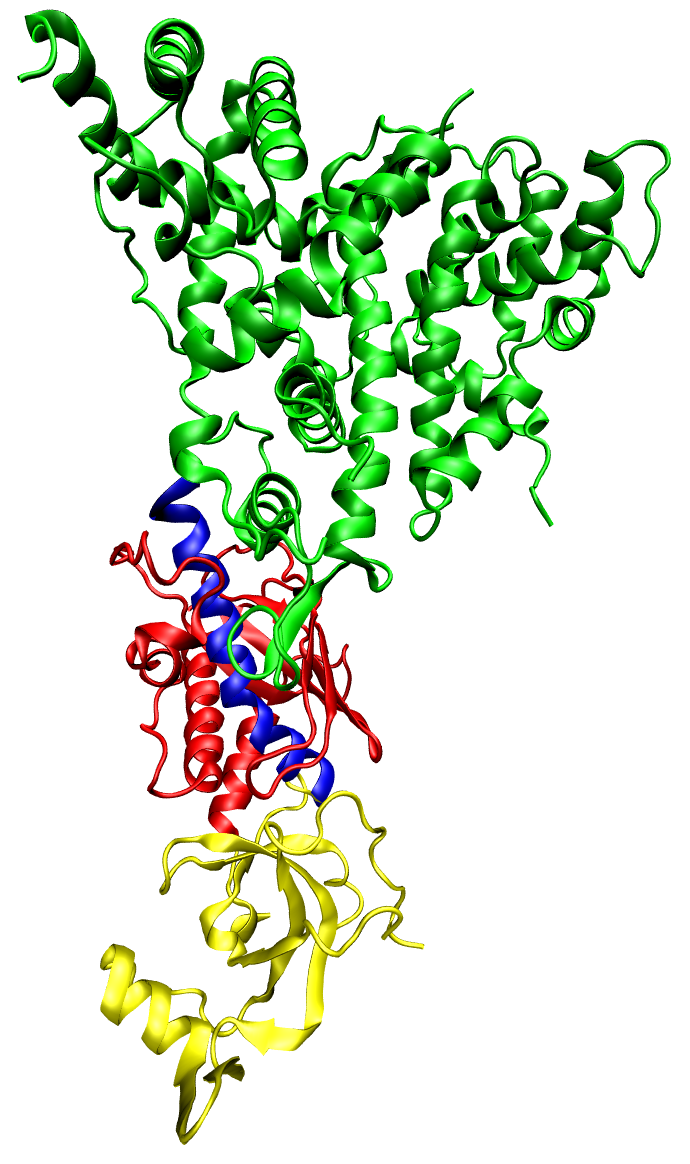
پروتئین دایسر (Dicer) از گونه انگلی Giardia intestinalis.

وقتی که ناقل یا وکتور به ژنوم میزبان وارد می‌شود، مولکول shRNA در هسته توسط پلیمراز II یا پلیمراز III (بسته به نوع پروموتر انتخابی) رونویسی می‌شود. رونوشت محصول، مانند یک pri-microRNA یا pri-miRNA عمل کرده و توسط آنزیم Drosha پردازش می‌شود (این آنزیم یک ریبونوکلئاز است که توسط ژن DROSHA کد شده و فرایند تولید miRNA را کاتالیز می‌کند). محصول این فرایند یعنی pre-shRNA توسط پروتئین پنجم اکسپورتین (Exportin 5) از هسته خارج می‌شود. سپس درون سیتوپلاسم توسط پروتئین برش دهنده‌ای به نام Dicer پردازش شده و بر روی کمپلکس خاموش کننده القا شده با آران‌ای یا RISC بارگذاری می‌شود. رشته رمزکننده (passenger) تخریب شده و رشته غیررمزکننده که مکمل رشته رمزکننده است (guide) باقی مانده و کمپلس RISC را به سمت mRNA هدف که توالی مکمل شونده با رشته راهنما دارد، سوق می‌دهد. در صورتی که مکمل بودن رشته راهنما و mRNA به خوبی رخ دهد، RISC می‌تواند mRNA را ببرد و از بیان آن جلوگیری کند. در صورتی که مکمل بودن به خوبی بین رشته راهنما و mRNA رخ ندهد، کمپلکس RISC صرفاً با نشستن بر روی mRNA هدف، از ترجمه آن جلوگیری می‌کند. به هر صورت، shRNA موجب خاموشی و سرکوب ژن هدف می‌شود.

## کاربردها در ژن‌درمانی
به دلیل اینکه shRNA خاموشی ژن را به صورت اختصاصی و طولانی مدت ارائه می‌دهد، علاقه زیادی برای استفاده از آن در علم ژن درمانی به‌وجود آمده است. سه مثال از درمان‌ها بر مبنای shRNA در زیر مورد بحث واقع شده‌اند:
به عنوان اولین مثال، کمپانی Gradalis واکسن FANG را توسعه داد که برای درمان سرطان‌های پیشرفته استفاده می‌شود. FANG متکی بر یک shRNA دوعملکردی (bi-shRNA) است که علیه فاکتور رشد تغییردهنده (TGF) بتا۱ و بتا۲ (سرکوبگر سیستم ایمنی) عمل می‌کند. در این روش سلول‌های توموری اتولوگ از بیمار برداشت شده و یک پلاسمید کدکننده shRNA دوعملکردی و فاکتور تحریک‌کننده کلونی گرانولوسیت-ماکروفاژ (GMCSF) در خارج از بدن و توسط الکتروپوراسیون به آنها وارد شد. این سلول‌ها بعداً تحت تابش قرار گرفته و به بدن بیمار بازگردانده شدند.
همچنین شرکت Marina Biotech عامل درمانی CEQ508 که برای درمان پولیپوز آدنوماتوز خانوادگی استفاده می‌شود را توسعه بخشید. CEQ508 در اصل از ناقل باکتریایی (اشرشیا کلی) برای رساندن shRNA سرکوب کننده بتا-کاتنین (β-catenin) استفاده می‌کند.
در آخرین مورد، کمپانی Gradalis مولکول shRNA-STMN1 دوعملکردی (pbi-shRNA STMN1) را طراحی نموده که جهت درمان سرطان‌های پیشرفته یا متاستاتیک به کار می‌رود. این مولکول pbi-shRNA STMN1 سرکوبگر stathmin1 بوده و از طریق روش BIV یا Bilamellar invaginated vesicle که با وزیکول‌های لیپوپلکس رخ می‌دهد، وارد سلول میزبان می‌شود.
چندین چالش معمولاً سد راه درمان‌هایی برمبنای shRNA قرار دارد. قابل توجه‌ترین چالش، فرایند تحویل و ورود shRNA به سلول موردنظر است. مولکول shRNA معمولاً از طریق ناقل‌های ویروسی یا باکتریایی حمل می‌شوند، و اگرچه این روش کارآمدی است اما نگرانی‌های ایمنی را به دنبال دارد؛ به خصوص، ژن درمانی‌هایی برمبنای حاملین ویروسی، خطراتی را در آزمایش‌های بالینی گذشته نشان داده است. در نسل اول ژن درمانی‌های برمبنای رتروویروس‌ها، برخی بیماران تحت درمان با ناقلین ویروسی برای سندروم ویسکوت-آلدریچ دچار لوسمی سلول T شدند که به علت محل درج و دخول ناقل ویروسی گزارش شده است. پتانسیل اشباع بیش از حد کمپلکس RISC نیز مشکلی دیگر است. اگر shRNA در مقادیر بالایی بیان شود، سلول ممکن است نتواند قادر به پردازش همه RNAهای بیان شده باشد و درنتیجه موجب مشکلات قابل توجهی شود. چالش دیگر این است که بیمار امکان دارد در برابر این فرایند درمانی از خود پاسخ ایمنی نشان دهد. در نهایت، ممکن است اثرات خارج از هدف رخ داده و shRNA موجب خاموشی ژنی غیر از ژن موردنظر شود. در توسعه روش‌های درمانی برمبنای shRNA، تمامی این چالش‌ها باید در نظر گرفته شوند.